# Liolaemus coeruleus
Liolaemus coeruleus är en ödleart som beskrevs av  José Miguel Cei och ORTIZ-ZAPATA 1983. Liolaemus coeruleus ingår i släktet Liolaemus och familjen Tropiduridae. Inga underarter finns listade i Catalogue of Life.